# Tevtoni
Tevtoni (latinsko Teutones, Teutoni, starogrško Τεύτονες, Tévtones) so bili starodavno severnoevropsko pleme, ki ga omenjajo rimski avtorji. Najbolj znani so po svoji udeležbi v kimbrski vojni z Rimsko republiko v poznem 2. stoletju pr. n. št., v kateri so bili udeleženi predvsem Kimbri, pa tudi druga plemena.
Nekaj generacij pozneje jih je Julij Cezar primerjal z germanskimi ljudstvi svojega časa in njihovo ime uporabil za vsa severna ljudstva vzhodno od Rena. Poznejši rimski avtorji so mu sledili. Za to, ali so Tevtoni govorili germanski jezik ali ne, ni nobenih neposrednih dokazov. Imena njihovih vladarjev, kot so jih zapisali rimski zgodovinarji, kažejo na močan vpliv keltskih jezikov. Mnogo zgodovinarjev meni, da navedbe klasičnih avtorjev o domovini Tevtonov kažejo, da so živeli na območju, povezanem z zgodnjimi germanskimi jeziki, in ne na območju, povezanem s keltskimi jeziki. 

## Ime
Etnonim, v latinščini običajno zapisan kot Teutonēs ali Teutoni (množina), redkeje tudi kot Teuton ali Teutonus (ednina), izhaja iz protoindoevropskega korena *tewtéh₂- (ljudje, pleme, množica) s pripono -oni, ki se običajno najde v keltščini (Lingoni, Senoni itd.). Zdi se, da je imelo ime poniževalen prizvok in je prvotno morda pomenilo 'ljudje pod orožjem'. Ime Tevtoni bi lahko izhajalo tudi iz protokeltskega *towtā ('ljudstvo, pleme'). 

## Jezikovna pripadnost
Tevtone so običajno uvršča med germanska plemena. Domneva se, da so govorili germanski jezik, čeprav so dokazi razdrobljeni. Nekateri zgodovinarji zaradi negermanske, morda keltske oblike imen tako Tevtonov kot njim sorodnih Kimbrov, ter osebnih imen pripadnikov teh plemen,  menijo, da so bili keltskega porekla.
Najzgodnejši klasični pisci so Tevtone uvrščali med Kelte, sicer pa na splošno niso razlikovali keltskih in germanskih ljudstev. Razlikovati jih je očitno začel šele  Julij Cezar, katerega glavna skrb je bila doseči, da bi na  vpade severnih ljudstev v Galijo in Italijo v Rimu gledali kot na sistematičen problem, ki se lahko v prihodnosti ponavlja. Z njihovimi vpadi je utemeljil svojo invazijo na Galijo.
Za Cezarjem sta jih omenjala Strabon (umrl okrog 24 n. št.)  in Mark Velej Paterkul (umrl okoli 31 n. št.). Oba sta jih uvrščala med germanska ljudstva. Mednje jih je uvrstil tudi Plinij in navedel, da so živeli med Ingevoni, sorodnimi s Kimbri in Havki.

## Domovina
Plutarh je v biografiji vojskovodje Marija,  ki se je vojskoval s Tevtoni, zapisal, da tako kot Kimbri "niso imeli stikov z drugimi ljudstvi in so se stalno selili, tako da ni mogoče ugotoviti niti za katero ljudstvo gre niti tega, od kod so prišli". Domneval je, da so germansko ljudstvo, ki živi do Severnega morja, ali Galoskiti, mešanica Skitov in Keltov, ki so živeli daleč na vzhodu do Črnega morja, in da so bili Kimbri Kimerci, ki so živeli še bolj  vzhodno.
Piteas, svetovni popotnik iz 4. stoletja pr. n št., kot poroča Plinij starejši (umrl 79), je opisal Tevtone kot sosede severnega otoka Abalus, kjer je spomladi naplavljalo jantar in so Tevtoni z njim trgovali. Abalus je bil en dan plovbe od plimnega močvirja ali estuarija, imenovanega Metuonis, obrnjenega proti oceanu. Estuarij je naseljevalo drugo germansko ljudstvo, Gujoni, verjetno bodisi Ingveoni ali Gutoni.
Pomponij Mela (umrl okoli leta 45 n. št.) je izjavil, da so Tevtoni živeli na velikem otoku Kodanovija, enem v skupini otokov v velikem zalivu, imenovanem Kodanus, odprtem za ocean. Večina poznavalcev  zaliv razlaga kot Baltsko morje, Kodanovijo pa kot Skandinavijo.
Ohranjena besedila, ki temeljijo na delu geografa Ptolemaja, omenjajo v Germaniji Tevtone in Tevtonaroje. Njihovo ime je v ohranjenih prepisih popačeno in gre verjetno za eno in isto ljudstvo. Umeščali so jih nekam blizu Kimbrov v pokrajine, ki jih niso dobro poznali: Zelandijo, Skandinavijo ali nekam na južno obalo Baltskega morja.
V skladu s starodavnimi poročili, da so Tevtoni prišli z Jutlandije, se z njimi povezuje ime tamkajšnjega okrožja Thy.

## Kimbrska vojna
V kimbrski vojni so Kimbri in Tevtoni leta 105 pr. n. št. odločilno zmagali nad Rimljani pri Noreji in Aravziju, potem pa so se ločili in Gaj Marij je leta 102 pr. n. št. najprej porazil Kimbre in nato leta 101 pr. n. št. še Tevtone, s čimer se je končala kimbrska vojna. Bitka Rimljanov s Tevtoni je potekala pri Aquae Sextiae blizu današnjega Aix-en-Provencea. 
Po zapisih Valerija Maksima in Lulija Aneja Flora je bil poraženi tevtonski kralj Tevtobod vkovan v železo. Tevtoni bi morali Rimljanom za priležnice in sužnje prepustiti tristo poročenih žena. Ko so Tevtonke za to izvedele, so prosile konzula, da jim namesto tega dovoli službovati v templjih Cerere in Venere. Ko je bila njihova prošnja zavrnjena, so Tevtonke pobile svoje otroke in se ponoči zadavile. Njihovo mučeništvo je prešlo v rimske legende o tevtonskem besu.
Nekaj preživelih ujetnikov naj bi sodelovalo v Spartakovem uporu leta 73–71 pr. n. št.